# Leonardo Ramón Sales
Leonardo Ramón Sales (València, 1940-2020) va ser un empresari i polític valencià.

## Biografia
Empresari dedicat a l'exportació de cítrics, Leonardo Ramón va ser conseller dels governs preautonòmics entre 1978 i 1982, president de la Asociación Valenciana de Empresarios (AVE) entre 1986 i 1987 y president del Consell d'Administració de Radiotelevisió Valenciana (RTVV) entre 1995 i 1999.
Com a membre d'UCD, formà part del Consell del País Valencià, on fou conseller d'indústria i comerç en el govern presidit per Josep Lluís Albinyana (abril 1978-desembre 1979) i en el d'Enric Monsonís Domingo (desembre 1979-setembre 1981). Posteriorment passa a Unió Valenciana, amb qui seria candidat a les eleccions al Parlament Europeu de 1987, no resultant elegit.
En 1995, i arran del Pacte del Pollastre, Leonardo Ramón va ser nomenat director general de Ràdio Televisió Valenciana. Durant el programa especial de tancament de RTVV, realitzat a finals de 2013, va demanar la dimissió d'Alberto Fabra.